# Journal of the International Phonetic Association
Journal of the International Phonetic Association (укр. Журнал Міжнародної фонетичної асоціації) — англомовний рецензований науковий журнал. Виходить тричі на рік. Публікується Cambridge University Press від імені Міжнародної фонетичної асоціації. Створений 1886 року як французький часопис Le Maître Phonétique. Теперішня назва — з 1971 р. Охоплює теми теоретичної і прикладної фонетики, фонології, логопедії та розпізнавання голосу. Головний редактор Адріан Сімпсон (Університет Фрідріха Шіллера). Тези й індекс журналу доступний в MLA Bibliography.